# لئو فارما
لئو فارما (دانمارکی: Leo Pharma) یک شرکت دارویی دانمارکی چند ملیتی، تأسیس در سال ۱۹۰۸، با حضور در ۱۰۰ کشور جهان است. دفتر مرکزی آن در Ballerup، در نزدیکی کپنهاگ است. این شرکت ۱۰۰٪ با یک بنیاد خصوصی متعلق به بنیاد LEO یکپارچه شده است.